# Påfågel
Påfågel (Pavo cristatus) är en fågel i familjen fasanfåglar. Det är den mest spridda av de två arterna inom släktet påfåglar och den är en populär parkfågel runt om i världen då den utmärker sig genom sina vackra färger och spektakulära förlängda stjärttäckare.

## Utseende

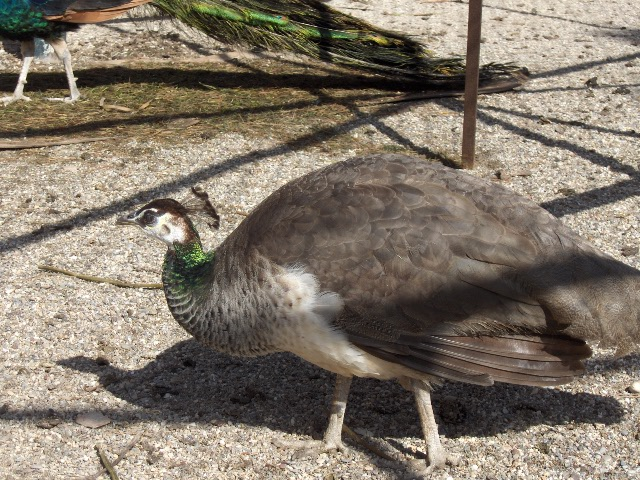
Påfågelhona

Påfågeln hör till de största arterna bland hönsfåglarna och den är kraftigt byggd. Till skillnad från hos grön påfågel, är hönorna och tupparna mycket olika varandra. Hanen blir mellan 1,1 och 1,25 meter lång och har utöver detta förlängda stjärttäckare som blir 1,2 till 1,3 meter långa. Honan är något mindre och blir cirka 95 cm lång och saknar förlängda stjärttäckare. Av världens alla fåglar är påfågelhanen den som har de längsta stjärttäckarna.
Den har för sin storlek ett mycket litet huvud som saknar fjädrar på sidorna. Den har inte någon kam utan istället ett antal förlängda fjädrar som sticker upp från huvudet. Vingarna är korta och rundade, med sjätte handpennan längst. Stjärten är platt och består av 18 pennor. Hanen får sin adulta dräkt under det tredje levnadsåret.
Den adulta hanens huvud, hals och frambröst är purpurblå med guldgrön glans. Ryggen är guldgrön och metallglänsande, och bröstet samt magen är svartaktiga och skimrar i grönt. Hanens förlängda övre stjärttäckare, som är mycket längre än stjärtfjädrarna, är försedda med lysande, trefärgade fläckar som ser ut som ögon. Stjärten kan resas upp med starka muskler och bredas ut som en solfjäder. Den stora solfjädern fungerar som ett ornament, det vill säga ett fysiskt attribut som är en belastning men som signalerar för det andra könet om individens hälsa och kondition och därmed indirekt om dess genetiska kvalitet. Hanen har även sporre på sina klor.
Honan är till största delen brungrå. Skuldror och vingar är delvis spräckliga i svart och grått. Hals och bröst är gröna och det senare har vita fjäderspetsar. Stjärttäckarna saknar ögonfläckar.

### Mutationer

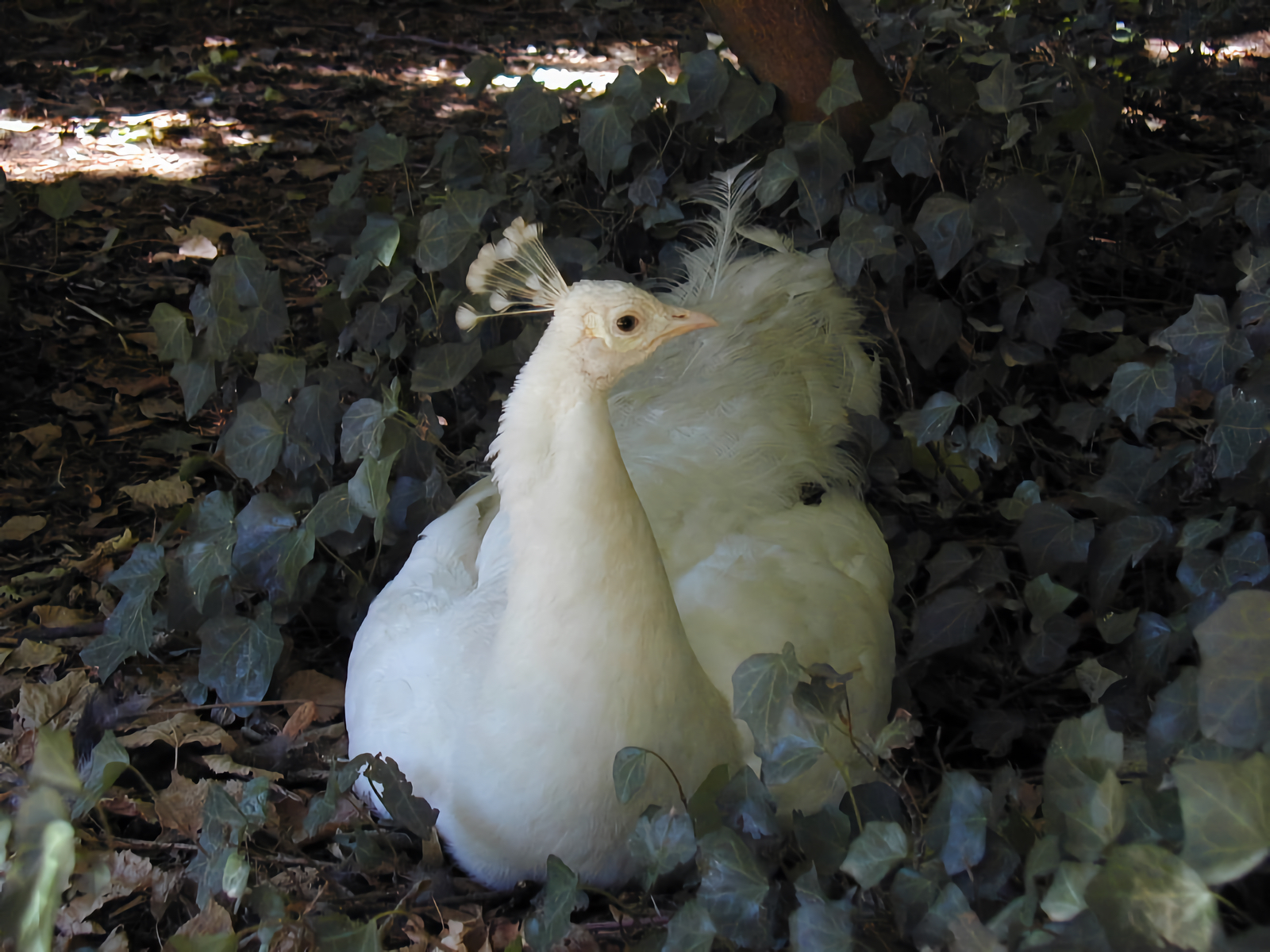
En leucistisk vit påfågel som har vita fjädrar, men ögonen har mörk iris.

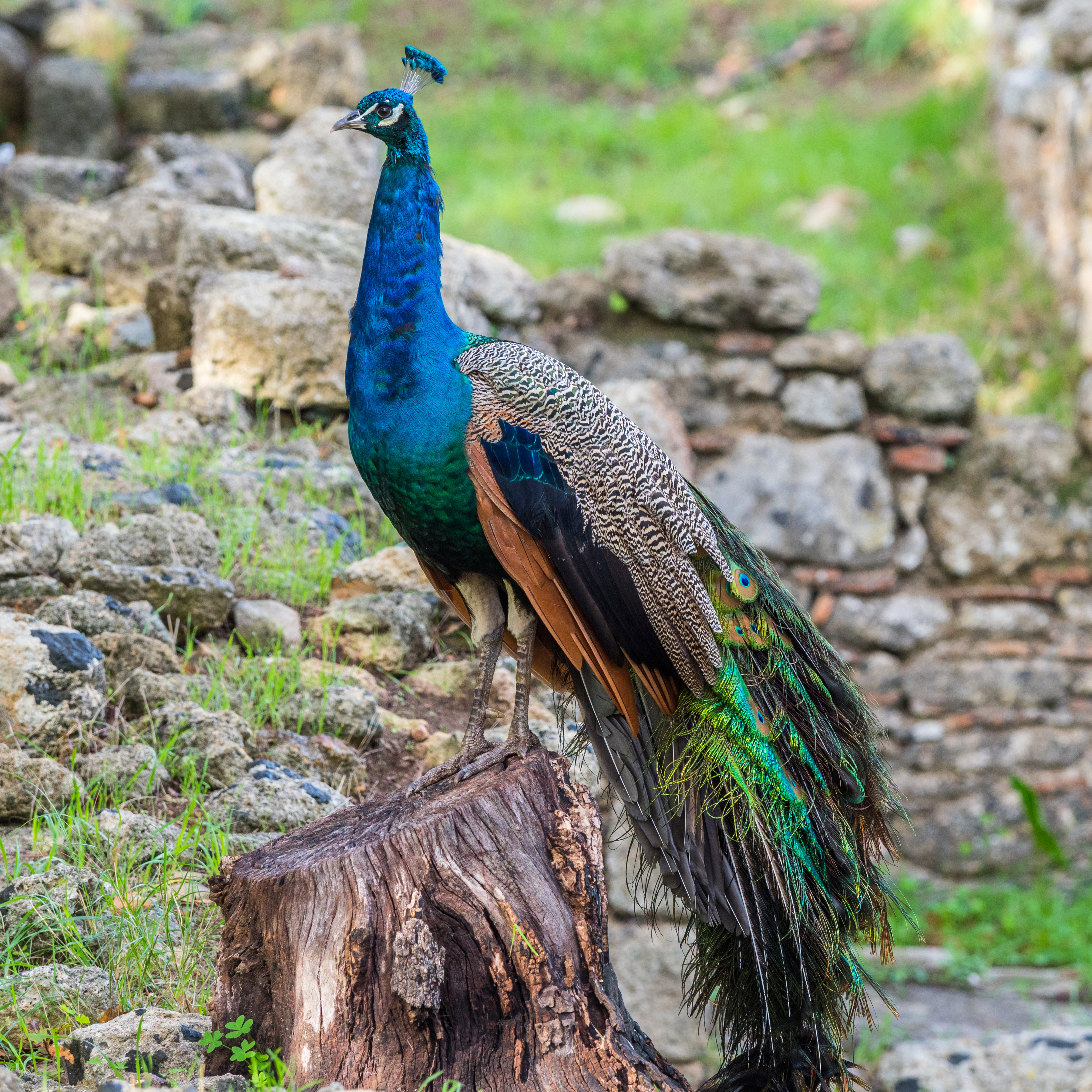
Påfågeltupp på Rhodos i Grekland.

Eftersom påfågeln är en vanlig parkfågel förekommer det många olika utseendevarianter som beror på genetiska mutationer. Flera av dessa mutationer har getts namn som svartvingad, vit, vitögd, lila, opal, fläckig, Oaten och Midnight.
Den vita påfågeln kallas ofta albinistisk, men de är leucistiska, vilket är en recessiv mutation.
Den svartvingade påfågeln har tidigare kategoriserats som underarten P. c. nigripennis men idag vet man att det rör sig om en mutation. Första gången den beskrevs var i England under 1850-talet. Dess skulderfjädrar och vingtäckare är svarta med blågrönt skimmer. Hönorna är å andra sidan ljusare, vissa exemplar nästan vita, med bruna eller gula schatteringar på ryggen och halsen. De yttre stjärtfjädrarna på båda könen är rostfärgade till mörka, ibland helt svarta.
Utöver mutationer förekommer det även att påfågeln hybridiserar med grön påfågel.

## Utbredning
Sin ursprungliga utbredning hade påfågeln på västra indiska halvön och Sri Lanka.

## Ekologi

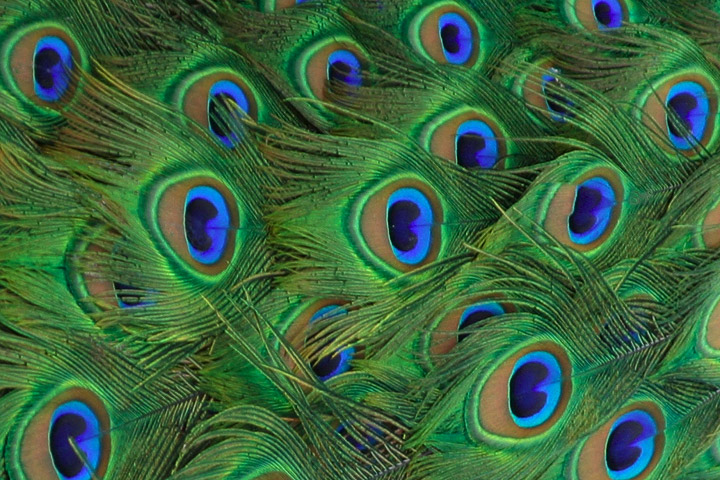
Påfågelns ögonliknande fläckar sitter på de förlängda stjärttäckarna.

I sin ursprungliga utbredning lever påfågeln i flockar med 30 till 50 individer i skog- och djungelbiotoper, helst i bergiga trakter. Den vistas mest på marken och kan springa mycket bra. Dess flykt är tung och bullrande. Natten tillbringar den i träd, där den också ofta tar sin tillflykt vid fara.
Påfågeln hämtar sin föda såväl ur djur- som växtriket, men föredrar mer än andra hönsfåglar insekter, maskar och kött. Den dödar till och med mindre ormar. Efter att tuppen ruggat påbörjas häckningsperioden, som i vissa trakter inleds redan i april, i andra först senare på sommaren. De 8 till 15 äggen läggs under en buske och ruvas 28 till 30 dagar. Påfågelns hannar har ett starkt skrik, vilket de ofta utstöter.

## Påfågeln och människan

### Spridning i världen

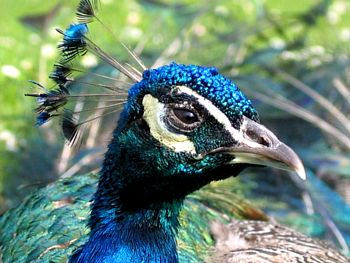
Närbild av en påfågeltupp

Det är inte känt när påfågeln först introducerades till Europa. Under femte århundradet f. Kr. var den ännu mycket sällsynt i Grekland där den kom att förknippas med gudinnan Hera. Av grekiska författare vid denna tid omskrevs påfågeln ofta som "den persiska fågeln" vilket indikerar dess kunskap om fågelns ursprung. Aristoteles omtalar däremot hundra år senare den blå påfågeln som en överallt vanlig och välbekant fågel samt beskriver den och dess skötsel noggrant.
I Rom uppföddes påfågeln i stor skala under den senare delen av den romerska republikens tid. Här kom påfågeln också att hamna på matbordet. Den romerske talaren Quintus Hortensius Hortalus (114 – 50 f. Kr.) sägs ha varit den förste att servera påfågel. Påfågel kom att bli uppskattad som grillad rätt och Apicius (100 e. Kr.) menade att påfågelskött lämpade sig riktigt bra i pajer. Påfågelägg var också uppskattade. Heliogabalus ska ha låtit bjuda sina gäster stora fat med påfågelshjärnor och påfågelstungor, tillsammans med flamingo och struts, men det finns det enbart osäkra källor till.
Under medeltiden spreds fågeln i södra Europa och upp till Tyskland. Även här hamnade påfågeln på matbordet, bland annat i det franska köket. Det äldsta fyndet av påfågel i Norden är från 800-talet och gäller Gokstadsskeppet. Vid medeltidens slut serverades ”påhöns med utslagen stjärt” vid biskop Hans Brasks bjudningar. Den var att betrakta som lyxmat, och slog på 1500-talet ut kalkonen.
Det finns inga förvildade populationer av påfågel i Europa utan den hålls endast som husdjur.

### I kulturen

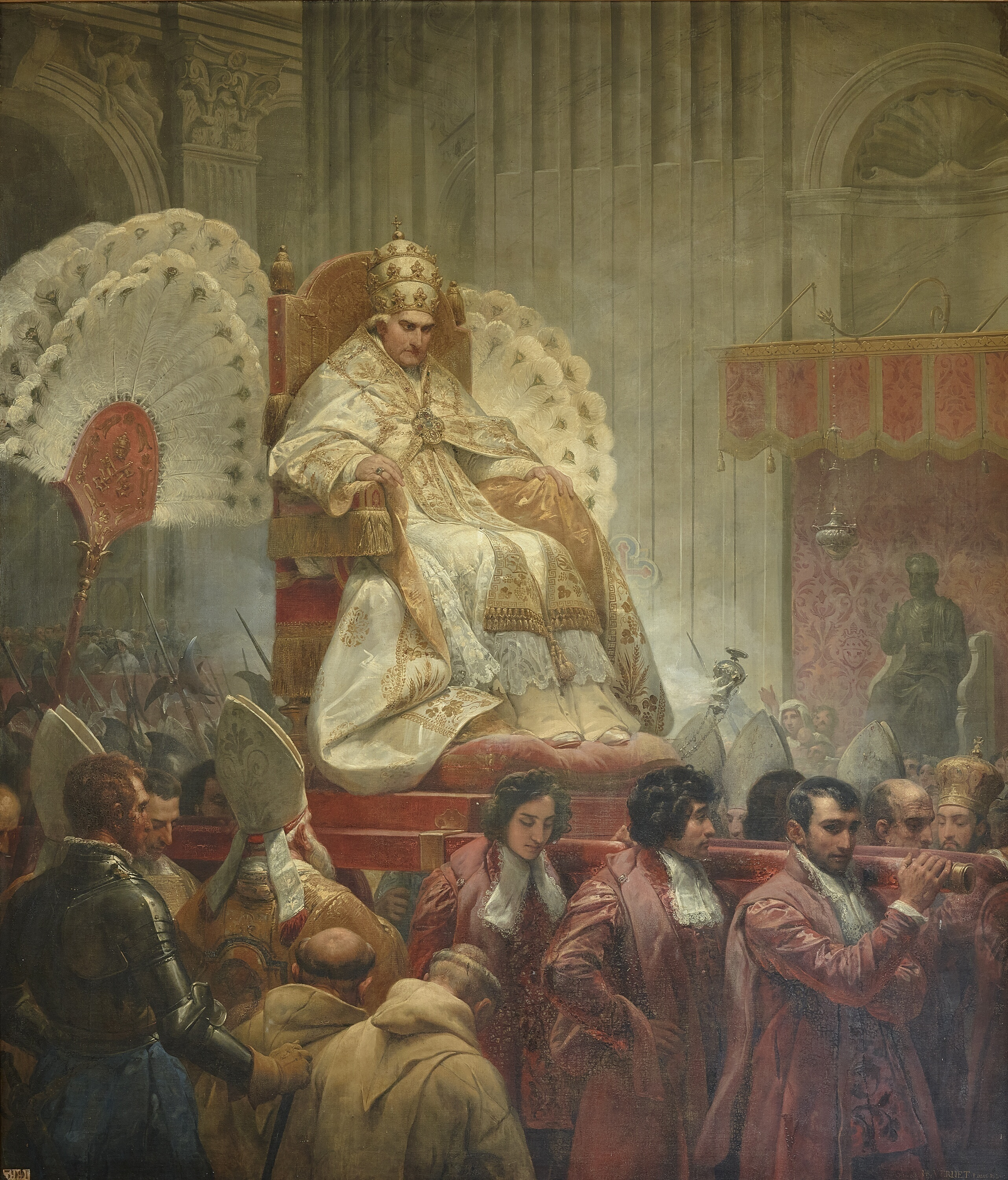
Målning av Horace Vernet som föreställer påve Pius VIII som flankeras av två stora flabellum.

I många delar av Indien är påfågeln fortfarande ett heligt djur och sedan 1963 är den landets nationalfågel. Fågeln finns i närheten av många hinduiska tempel och deras vård räknas till prästernas skyldigheter.
Inom många kulturer har påfågeln associerats med fruktbarhet, speciellt kopplat till regn och solsken. Det senare härstammar från det faktum att påfåglar, i sitt ursprungliga utbredningsområde, häckade under monsunen. Under häckningen är de också mycket mer benägna att låta, varför deras typiska skrik påstås förutspå regn – en uppfattning som fortfarande är levande, runt om i världen.
Inom tidig kristendom kopplades påfågeln till gryning och kristi uppståndelse. Det fanns också föreställningar om att påfågelns kött inte ruttnade, utan kunde bestå hur länge som helst, vilket än mer kopplade djuret till Kristus, odödlighet och uppståndelse. Torkat påfågelkött är oerhört torrt och segt, närmst som läder. Den romersk-kristna kopplingen till påfågeln resulterade i en långlivad tradition. Fram till mitten av 1900-talet var det brukligt att påven, vid viktigare framträdanden flankerades av två stora solfjädrar, så kallade flabellum, gjorda av struts- och påfågelfjädrar. Strutsfjädrarna symboliserade i detta sammanhang rättvisa och påfågelfjädrarna Kristi odödlighet och därtill kyrkans allseende närvaro.
Inom yazdanismen beskrivs ärkeängeln Melek Taus som en påfågel.
Språkligt och kulturellt har påfågeln i västvärlden associerats med två vitt skilda företeelser. Det ena är stolthet och självrespekt, som i engelskans "proud as a peacock" ("Stolt som en påfågel"). Å andra sidan associeras den med prålighet, ytlighet och struttande snobbism. Olika talesätt kring det senare finns bland annat på engelska, grekiska, italienska, serbiska, spanska och portugisiska. Det finns också föreställningar i västvärlden om att "ögonen" på påfågelns stjärt skulle vara onda ögat vilket gjort att påfågelfjädrar på vissa platser anses bringa otur.